# Anadendrum latifolium
Anadendrum latifolium är en kallaväxtart som beskrevs av Joseph Dalton Hooker. Anadendrum latifolium ingår i släktet Anadendrum och familjen kallaväxter. Inga underarter finns listade.